# Kanton Grenade
Grenade is een voormalig kanton van het Franse departement Haute-Garonne. Het kanton maakte deel uit van het arrondissement Toulouse. Het werd opgeheven bij decreet van 13 februari 2014 met uitwerking op 22 maart 2015.

## Gemeenten
Het kanton Grenade omvatte de volgende gemeenten:
- Aussonne
- Bretx
- Le Burgaud
- Daux
- Grenade (hoofdplaats)
- Larra
- Launac
- Menville
- Merville
- Montaigut-sur-Save
- Ondes
- Saint-Cézert
- Saint-Paul-sur-Save
- Seilh
- Thil